# Biblioteca civica di Padova
La Biblioteca civica di Padova è un ente pubblico della città di Padova. Deposito di memorie della città e officina per lo studio di argomento umanistico, conserva il suo patrimonio dal 1839, data a cui risale il primo nucleo da cui poi si svilupperà l'intera collezione.
Assieme alla Biblioteca universitaria di Padova, quella più antica, è tra i principali siti di conservazione bibliografica padovana, nonché centro coordinatore del Sistema Bibliotecario Urbano; del Sistema fanno parte otto biblioteche, un'emeroteca e una mediateca che condividono il medesimo catalogo.
La denominazione “civica” sottolinea l'obiettivo primo di questa istituzione fin dalla sua fondazione: essere un servizio della città, che opera per i cittadini. La Biblioteca conserva più di 500.000 volumi, 5.000 manoscritti, 323 incunaboli, 2000 periodici e una raccolta iconografica di 12.000 pezzi, molti dei quali documentano le vicende di Padova e dintorni a cavallo della prima guerra mondiale.

## Storia
La Biblioteca Civica di Padova non nasce come realtà singola: la sua origine, come spesso accade per le biblioteche, è legata all'istituzione del Museo Civico e dell'Archivio del Comune di Padova. Le vicende di questi tre depositi del sapere si intrecciano, tanto che la biblioteca è conosciuta anche come Biblioteca del Museo.
Il Museo viene ufficialmente inaugurato nel 1825 con l'esposizione della raccolta epigrafica di Giuseppe Furlanetto nelle logge esterne del Palazzo della Ragione. Oltre a questo nucleo di materiali antichi il Comune disponeva di una collezione sempre più ricca di opere e oggetti artistici, rimasti incustoditi dopo la chiusura dei conventi, come quello di San Giovanni da Verdara nel 1780. Nello specifico, dopo la soppressione del convento, vi erano dipinti, maioliche e medaglie di alto valore sparsi in diversi siti della città, senza alcun criterio di organizzazione e tutela.
Le origini della Biblioteca risalgono a più tarda data, 1839, anno in cui il testamento del conte Gerolamo Polcastro certifica la cessione della libreria personale al Comune della città: questa donazione costituisce quindi il nucleo originario della Biblioteca, rispetto alla quale non si dispone di alcuna informazione antecedente al 1839. Arricchito dalla raccolta dello zio Gian Domenico, il corpus dell'abate Polcastro conta più di 4000 volumi classici greci e latini che nel 1842 vengono depositati nelle sale del Municipio. Per le sorti della Biblioteca e del Museo fondamentale è la carica di cancellista affidata nel 1845 ad Andrea Gloria (Padova, 22 luglio 1821 – Padova, 31 luglio 1911), che riceve in consegna dal Comune l'incarico di provvedere alla sistemazione dei cataloghi e degli inventari riguardanti i contenuti dell'Archivio (fino ad allora ad incarico di Antonio Cecchini), della libreria Polcastro (già ereditata dalla città, ma non ancora ordinata) e degli oggetti d'arte provenienti dall'ex convento San Giovanni da Verdara. Undici anni dopo A. Gloria ottiene dal Comune la licenza di acquistare la libreria personale di Antonio Piazza, ricca collezione di manoscritti, incunaboli, mappe e ritratti di materia padovana.
Nel settembre del 1857 il Palazzo Municipale apre così al pubblico la Pinacoteca del Museo con i quadri ereditati dalle corporazioni religiose dimesse, l'Archivio e la Biblioteca costituita dalle collezioni personali Di G. Policastro e A. Piazza.
Da questo momento la Biblioteca Civica sarà interessata da un arricchimento del proprio fondo librario: ne sono esempio l'adozione di copie dei volumi conservati alla Biblioteca Universitaria, l'acquisizione della Biblioteca Femminile ereditata dal conte Pietro Leopoldo, e tra il 1873 e il 1874 delle raccolte Cominiana, Dantesca e Petrarchesca di Agostino Palesa e della collezione di oltre 2.500 volumi in lingua di Roberto De Visiani, come il Volgarizzamento del Tesoro di Brunetto Latini.
Dalla metà degli anni Sessanta dell'Ottocento comincia la ricerca di una nuova sede più idonea alla conservazione del patrimonio librario: nel 1880 viene inaugurato il nuovo istituto, l'ex convento di Sant’Antonio, restaurato appositamente per accogliere la collezione. Lo stesso Gloria ed i suoi successori, Pietro Baita ma soprattutto Andrea Moschetti (Venezia, 1865 - Padova, 1943), vengono ricordati per l'importante attività di promozione della Biblioteca, volta a migliorarne l'organizzazione e la fruizione, grazie alla sistemazione dei cataloghi, all'acquisizione di nuove raccolte e alla creazione del Bollettino del Museo Civico di Padova.

### Direttori storici di rilievo
- Andrea Gloria

Paleografo, primo vero responsabile della tutela e organizzazione del patrimonio librario, archivistico e artistico divenuto proprietà del Comune di Padova dopo la soppressione delle congregazioni religiose a fine Settecento. Dal 1845 svolse con dedizione il ruolo di cancellista e Direttore del Museo Civico (detto anche Museo patavino), dell'Archivio e della Biblioteca fino al 1887. Grazie al suo talento persuasivo convince prima il Comune nel 1856 ad acquistare la libreria di Antonio Piazza, e un anno dopo l'imperatore Francesco Giuseppe ad avere in deposito dal Demanio ben 200 opere che la città aveva ereditato dai conventi dismessi.
- Andrea Moschetti

Docente dell'ateneo patavino e Direttore di Museo e Biblioteca dal 1895 al 1938, Andrea Moschetti riuscì a rinvigorire il ruolo dell'istituto a livello locale e internazionale. È sotto la dua direzione che alla Biblioteca Civica vengono integrati l'archivio di Alberto Cavalletto, Pietro Selvatico Estense e la raccolta di Adele Sartori Piovene. A lui dobbiamo inoltre la realizzazione di I danni ai monumenti e alle opere d'arte delle Venezie nella guerra mondiale MCMXV-MCMXVIII, testo che documenta le vicende della Grande Guerra. La sua attività è fondamentale negli anni precedenti al disastro bellico, quando gli viene affidato l'incarico di commissario speciale da Corrado Ricci, Direttore generale delle Antichità e Belle Arti, e Gino Fogolari, Soprintendente alle Gallerie di Venezia..
A Moschetti spetta farsi carico della salvaguardia dei beni immobili di Padova e zone limitrofe; tuttavia gli ordini ecclesiastici si mostrano diffidenti temendo che una volta ceduti allo stato, gli oggetti artistici non sarebbero più tornati alla dimora originaria. Dopo il bombardamento di Venezia, causa di un forte danneggiamento di monumenti ed edifici (rimane distrutto il soffitto della chiesa degli Scalzi affrescato da Tiepolo), vengono prelevate e a seguito portate ai depositi di Lucca sia le opere del Museo Civico padovano, sia quelle di proprietà ecclesiastica. È su pressione di Moschetti, preoccupato per lo stato di inadeguatezza nella conservazione di quei beni, che il Ministero attua un piano di risistemazione dei locali lucchesi; sempre a lui dobbiamo poi il conteggio dei danni, indispensabile per l'assegnazione dei risarcimenti, indetto dalla Commissione d'inchiesta a seguito dei bombardamenti subiti.
Attualmente è Responsabile capo servizio della Biblioteca Civica di Padova il Dott. Davide Banzato.

### Sede
Il sito storico della Biblioteca è costituito dalle due ali esterne dell'ex convento di sant'Antonio di Padova, costeggiate dal canale del Miglio, vicino al noto Orto Botanico, il più antico al mondo. A Eugenio Maestri e Camillo Boito si deve la cura del progetto e degli interventi all'edificio conventuale (tra cui l'imponente scala d'ingresso), che necessitava di essere riqualificato per garantire spazi adeguati al deposito della collezione libraria. Costituito da tre piani, l'edificio ospitava una sala di lettura dedicata ai manoscritti di pregio e una sala di consultazione a scaffale aperto, dedicata alla raccolta Padovana e quella Iconografica. Dal 1980 l'Archivio e la raccolta del Museo sono conservati ai Musei Civici Eremitani, mentre nel 2009 la Biblioteca ha visto trasferire le sue collezioni nelle sale del terzo piano del Centro culturale Altinate/San Gaetano.

## Fondi
Ruolo primario della Biblioteca Civica (a differenza della biblioteca popolare di più tarda istituzione, nata come ambiente indipendente allo scopo di diffondere le "letture utili al popolo per l'esercizio delle arti, delle industrie e dell'agricoltura, nonché pel suo morale e civile miglioramento") era quello di raccogliere oggetti artistici e documentazione bibliografica nel tentativo di dare degna conservazione alle memorie di Padova.
Ad oggi il servizio bibliotecario offre agli utenti la possibilità di accedere all'area storica, dove sono depositati materiali antichi e di pregio, e all'area a scaffale aperto che rende accessibili contenuti di argomento contemporaneo (diritti del cittadino, dibattito d'attualità). Le principali raccolte sono di argomento umanistico (letteratura, storia, arte, archeologia) e raccolgono documenti di interesse per la città e zone limitrofe del bacino provinciale.
I fondi librari possono essere raggruppati in macro-sezioni:
- Collezione padovana. È quella principale, costituita da manoscritti, incunabuli, mappe, a cui è associata la collezione iconografica (disegni, incisioni, litografie); essa raccoglie le memorie della città, soprattutto riguardo al profilo artistico e culturale; il suo nucleo originario risale al 1856, con la cessione al comune della “raccolta patria”[7], contenente appunto volumi (2275 manoscritti, 88 incunabuli) e oggetti artistici;
- Fondo Roberto De Visiani. 1880 stampe per lo più edite da Crusca, 6 incunaboli, 16 manoscritti in gran parte risalenti al XV secolo (tra cui alcuni contenenti laude di Jacopone da Todi) e una serie di 3437 volumi di opere varie;
- Manoscritti e incunaboli (rispettivamente 958 e 198). Questa collezione, catalogata da Andrea Cappello e A. Moschetti, fa riferimento a manoscritti e incunabuli esclusi dalle altre collezioni citate[8] e raccoglie per lo più copie di poeti padovani e veneziani; la loro importanza è specialmente data da disegni e miniature presenti nei volumi. Alcuni esempi noti agli studiosi sono il De claris mulieribus di Boccaccio, manoscritto del 1456, e il De civitate Dei di Sant’Agostino, stampato a caratteri mobili e datato 1474;
- Biblioteca Femminile. Si tratta di una raccolta del tutto particolare, curata per volontà del conte Pietro Leopoldo Ferri, e proprietà del Museo dal 1870. È difatti costituita da ben 1899, tra originali e copie, volumi di opere prodotte da autrici donne, caso inedito in quanto il genere prima del conte Ferri non aveva trovato sostenitori;
- Fondo Agostino Palesa. Comprende le raccolte Dantesca, Petrarchesca e Cominiana, collezionate dal dott. Agostino Palesa, notaio e appassionato studioso padovano, e lasciate in custodia al Museo nel 1873. Purtroppo su questa raccolta grava la perdita di una copia della Divina Commedia di fine XIV secolo; tuttavia ne è disponibile una copia ottocentesca di pregio, a inchiostro bianco su supporto cartaceo scuro[9]. Da ricordare inoltre vi è l'edizione quattrocentesca delle Rime di Petrarca, considerata uno dei tesori della Biblioteca. La raccolta Cominiana comprende molti esemplari stampati dall'omonima impresa editoriale-tipografica, una dei centri di stampa italiani più famosi del primo Settecento;
- Raccolta iconografica. Oltre ai fondi librari la Biblioteca Civica conserva numerosi scatti fotografici, alcuni realizzati da una sezione del Servizio fotografico del Comando di Piazza Marittima Venezia, altri dal Servizio del Comando Supremo, che mostrano la precarietà delle condizioni del popolo in piena fase bellica. A tal proposito il pubblico può accedere ad una grande quantità di materiale di varia natura come documenti, fotografie, volantini, manifesti risalenti agli anni 1915-1918 che tracciano il profilo della città dell'epoca. Ad esempio, grazie ad una raccolta litografica, oggi conosciamo l'impianto urbanistico di Padova alla vigilia della guerra, dove sono visibili le zone militari e le dimore per gli arruolati.[10] La stampa periodica poi - come i settimanali “L'intervento”, il “Sobborgo”, il “Bardo” -  mostra chiaramente la diatriba dei due schieramenti, neutralisti ed interventisti, portando alla luce fatti di cronaca durante tutta la fase del conflitto (escluso l'anno 1917) e testimoniando, ad esempio ne “Il secolo illustrato”, i disastri del bombardamento del 1917.

Fra i doni recenti da ricordare vi è la biblioteca di Giulio Brunetta, ingegnere noto per la florida attività di regolazione ed intervento urbanistico alla città di Padova, dagli anni Trenta in poi. È costituita principalmente da monografie e periodici (circa 3.000) che raccolgono sia informazioni circa i progetti di servizi di comune fruizione come siti ospedalieri e universitari (ma anche di abitazione privata), sia riflessioni e scritti personali circa il ruolo dell'architettura nel tessuto urbano e la necessità di reimpiego degli antichi edifici padovani.

### I tesori della Biblioteca
La Civica offre la possibilità di accedere ad alcuni materiali di alto pregio legati alla storia di Padova. Tra i codici miniati vi sono:
- Codice Capodilista 1434 che ci dà notizie sulla storia della nobile famiglia Capodilista, tra le fondatrici della Repubblica di Venezia, e Forzatè (collezione padovana);
- Liber de princibus Carrariensibus, redatto da Pietro Paolo Vegerio, risalente alla fine del XIV. Si tratta di una silloge che raccoglie le biografie dei principi Carraresi di cui sono altresì presenti i ritratti miniati. L'ipotesi corrente è che si tratti di un manoscritto esposto a Venezia come trofeo dopo la sconfitta della famiglia Carrarese (collezione padovana);
- Libro dei Cimieri dei signori di Carrara, manoscritto del XV secolo che riporta le lodi in versi e lo stemma con profilo dorato di ogni membro dei Carraresi (collezione padovana).

Degli incunabili di valore si ricordano:
- Primo testo di cui abbiamo testimonianze certe circa la data di stampa (Padova 1471 grazie al prototipografo Lorenzo Canozi) è il De Anima di Aristotele, con illustrazione miniata del "princeps philosophorum" nella capolettera;
- Corpus di norme giuridiche e riti ebraici, Arbà turìm, stampato su pergamena a caratteri mobili dalla tipografia ebraica di Piove di Sacco nel 1475 (collezione padovana);
- Edizione Fiammetta del Boccaccio, stampata nel 1472 a Padova (collezione padovana).

Vi sono poi una delle prime edizioni a stampa cinquecentesca delle Rime del Petrarca, a cura di uno dei più noti editori del tempo, Aldo Manuzio e manoscritti autografi di figure di rilievo come Giuseppe Garibaldi e lo scultore e pittore Antonio Canova.
Gli oltre 2000 periodici conservati (ai quali se ne aggiungono 400 ancora attivi) raccolgono le cronache dell'Italia dell'antico regime. Le caratteristiche dei periodici di cui si dispone testimoniano la differente utenza che probabilmente caratterizzava la Civica, rispetto a quella che affluiva all'altra importante biblioteca padovana, quella Universitaria. In particolare la più bassa percentuale di giornali di carattere scientifico-letterario e la provenienza da un circuito più ristretto, supportano l'ipotesi secondo la quale il pubblico alla Civica avesse un'istruzione di minor livello rispetto a quello che molto probabilmente si recava alla Biblioteca Universitaria.

### Archivi
Il patrimonio archivistico non raccoglie documentazione solamente di tipo comunale o statale: prassi era che molte famiglie nobili e importanti della politica locale affidassero l'onere alla Biblioteca di custodire gli archivi privati. Alcuni esempi sono gli archivi Dondi dall'Orologio, Pietro Estense Selvatico, Alberto Cavalletto, Emilio Lovarini, Maldura-Emo Capodilista, di recente acquisizione.

## Progetti speciali
- Dal 1991 progetto di rilevamento e catalogazione di manoscritti medievali del Veneto, esclusi i volumi di natura amministrativa, archivistica;
- Una convenzione tra il Comune e l'associazione Lions Club Certosa padovani permetterà l'avvio di un progetto dedicato al pubblico ipovedente. Nello specifico la Biblioteca amplia il suo significato di "servizio per tutti" grazie l'adozione di strumenti sofisticati che consentono la consultazione di materiale cartaceo o multimediale anche ai non vedenti o ipovedenti. Lettura agevolata per ipovedenti è il nome del progetto che ha messo a disposizione una collezione di audiolibri, libri a grandi caratteri e un videoingranditore. Presto il servizio, finanziato in toto da Lions Club Padova Certosa, sarà integrato da un point di ascolto per i libri parlati, mentre già dispone di un display braille.

## Cataloghi e consultazione
I volumi conservati sono suddivisi in:
- sezione storica che comprende il materiale antico e gli archivi;
- sezione a scaffale aperto di tema contemporaneo.

Per la ricerca di documenti che risalgono a partire dal 1960 è disponible il catalogo online, accessibile attraverso l'OPAC Archiviato il 14 febbraio 2015 in Internet Archive. del Sistema Bibliotecario Urbano. Per i volumi antichi (manoscritti, incunaboli, libri a stampa in data anteriore al 1960) è necessaria la consultazione del catalogo storico a schede cartacee.